# Búsqueda en anchura

Búsqueda en anchura.

En Ciencias de la Computación, Búsqueda en anchura (en inglés BFS - Breadth First Search) es un algoritmo de búsqueda no informada utilizado para recorrer o buscar elementos en un grafo (usado frecuentemente sobre árboles). Intuitivamente, se comienza en la raíz (eligiendo algún nodo como elemento raíz en el caso de un grafo) y se exploran todos los vecinos de este nodo. A continuación para cada uno de los vecinos se exploran sus respectivos vecinos adyacentes, y así hasta que se recorra todo el árbol. 
Formalmente, BFS es un algoritmo de búsqueda sin información, que expande y examina todos los nodos de un árbol sistemáticamente para buscar una solución. El algoritmo no usa ninguna estrategia heurística.
Si las aristas tienen pesos negativos aplicaremos el algoritmo de Bellman-Ford en alguna de sus dos versiones.

## Procedimiento
- Dado un vértice fuente s, Breadth-first search sistemáticamente explora los vértices de G para “descubrir” todos los vértices alcanzables desde s.

- Calcula la distancia (menor número de vértices) desde s a todos los vértices alcanzables.

- Después produce un árbol BF con raíz en s y que contiene a todos los vértices alcanzables.

- El camino desde s a cada vértice en este recorrido contiene el mínimo número de vértices. Es el camino más corto medido en número de vértices.

- Su nombre se debe a que expande uniformemente la frontera entre lo descubierto y lo no descubierto. Llega a los nodos de distancia k, sólo tras haber llegado a todos los nodos a distancia k-1.

## Código
- La nomenclatura adicional utilizada es: Q = Estructura de datos cola

```
  
BFS
(grafo G, nodo_fuente s) 
  { 
     
// recorremos todos los vértices del grafo inicializándolos a NO_VISITADO,

     
// distancia INFINITA y padre de cada nodo NULL

     
for
 u ∈ V[G] 
do

     {
        estado[u] = NO_VISITADO;
        distancia[u] = INFINITO; /* distancia infinita si el nodo no es alcanzable */
        padre[u] = NULL;
     }
     estado[s] = VISITADO;
     distancia[s] = 0;
     padre[s] = NULL;
     CrearCola(Q); /* nos aseguramos que la cola está vacía */
     Encolar(Q, s);
     
while
 !vacía(Q) 
do

     {
        
// extraemos el nodo 
u
 de la cola 
Q
 y exploramos todos sus nodos adyacentes

        u = extraer(Q);
        
for
  v ∈ adyacencia[u]  
do

        {
           
if
 estado[v] == NO_VISITADO 
then

           {
                estado[v] = VISITADO;
                distancia[v] = distancia[u] + 1;
                padre[v] = u;
                Encolar(Q, v);
           }
        }
     }
  }
```

```
  *Falta recorrer vértices no adyacentes directa o indirectamente al vértice origen "s",
pues la cola queda vacía sin los adyacentes restantes.
```

- El tiempo de ejecución es O(|V|+|E|). Nótese que cada nodo es puesto a la cola una vez y su lista de adyacencia es recorrida una vez también.

## Análisis

### Complejidad computacional
La complejidad computacional del algoritmo se puede expresar como {\displaystyle O(|V|+|E|)}, donde {\displaystyle |V|} es el número de vértices y {\displaystyle |E|} es el número de aristas. El razonamiento es porque en el peor caso, cada vértice y cada arista será visitado por el algoritmo.

### Complejidad en memoria
Cuando se sabe anteriormente el número de vértices en el grafo, y se pueden usar otras estructuras de data para determinar qué vértices han sido añadidos a la cola, la complejidad en memoria es {\displaystyle O(|V|)}, donde {\displaystyle |V|} es el número de vértices. Éste es en adición al espacio requerido para el grafo mismo, que depende en la representación del grafo.

### Factor de ramificación
Especialmente con grafos muy grandes (posiblemente infinitos), puede ser más práctico describir la complejidad del algoritmo en términos del factor de ramificación. Para encontrar los nodos que están en una distancia {\displaystyle d} de la raíz (distancia medida por el número de aristas que tiene que usar), Búsqueda en anchura requiere {\displaystyle O(b^{d+1})} en términos computacionales y de memoria, donde {\displaystyle b}es el factor de ramificación del grafo.